# Marsjanin (film)
Marsjanin (ang. The Martian, wym. /ðəˈmɑːrʃn/) – amerykański film z gatunku fantastyki naukowej z 2015 roku w reżyserii Ridleya Scotta. Film powstał na podstawie powieści Andy’ego Weira Marsjanin. Jego premiera miała miejsce 11 września 2015 roku. Wyświetlany w kinach od 30 września (Wielka Brytania), a w USA i Polsce 2 października tego samego roku.

## Fabuła
Akcja filmu rozgrywa się w 2035 roku i opisuje losy astronauty Marka Watneya, który należy do sześcioosobowej załogi marsjańskiej misji Ares 3. W dniu SOL 18 (SOL – doba marsjańska) nad bazę Ares 3 nadciąga burza piaskowa, która zmusza członków ekspedycji do natychmiastowej ewakuacji z powierzchni Marsa do statku kosmicznego Hermes znajdującego się na orbicie planety i powrotu na Ziemię. Podczas drogi z Habu do MAV-u (Mars Ascent Vehicle) Mark Watney zostaje uderzony i odrzucony przez lecące metalowe szczątki anteny. Ponieważ w jego skafandrze zostaje uszkodzony komputer monitorujący parametry biologiczne, reszta załogi myśli, że Mark zginął. Po krótkich poszukiwaniach ciała w szalejącej burzy podejmują decyzję o odlocie. Mark Watney jednak nie zginął, został tylko ranny.
Mark po odzyskaniu przytomności uświadamia sobie, że został sam na Marsie z niewielkimi zapasami jedzenia i wody oraz bez łączności z Ziemią. NASA i pozostali członkowie załogi Ares 3 uważają go za martwego, więc nie może liczyć na ratunek. Jednak nawet gdyby wiedzieli, że on żyje i misja ratunkowa wyruszyła natychmiast, to przybyłaby po niego długo po tym, jak skończą mu się zapasy powietrza, jedzenia i wody. Tak więc został zdany na siebie. Na szczęście burza nie uszkodziła Habu, dwóch łazików oraz paneli słonecznych, więc ma gdzie mieszkać i czym się poruszać, a po przeliczeniu zapasów jedzenia okazało się, że starczą mu na 300 dni. Mark jest inżynierem mechanikiem i botanikiem misji. Wykorzystując swoją wiedzę, zdolności i pomysłowość, rozpoczyna walkę o przetrwanie, do przybycia za około 4 lata kolejnej ekspedycji Ares 4. Pomaga mu w tym również jego poczucie humoru oraz dystans do sytuacji, w jakiej się znalazł.

## Obsada
Źródło: Filmweb
- Matt Damon jako Mark Watney
- Jessica Chastain jako Melissa Lewis
- Michael Peña jako Rick Martinez
- Kate Mara jako Beth Johanssen
- Aksel Hennie jako Alex Vogel
- Sebastian Stan jako Chris Beck
- Chiwetel Ejiofor jako Vincent Kapoor
- Jeff Daniels jako Teddy Sanders
- Sean Bean jako Mitch Henderson
- Donald Glover jako Rich Purnell
- Kristen Wiig jako Annie Montrose
- Mackenzie Davis jako Mindy Park

## Odbiór

### Box office
Budżet filmu był szacowany na 108 milionów dolarów. W Stanach Zjednoczonych i Kanadzie film zarobił ponad 228 mln USD. W innych krajach przychody wyniosły blisko 402 mln, a łączny przychód z biletów ponad 630 milionów dolarów.

### Krytyka w mediach
Film spotkał się z dobrą reakcją krytyków. Na agregatorze Rotten Tomatoes 91% z 359 recenzji zostało uznanych za pozytywne, a średnia ocen wyniosła 7,9/10. Według konsensusu krytyków tego serwisu: „dobrze przemyślany, emocjonujący i zaskakująco zabawny Marsjanin reprezentuje sobą wierną adaptację książkowego bestselleru, wydobywając to, co najlepsze z aktora Matta Damona oraz reżysera Ridleya Scotta”. Na portalu Metacritic średnia ocen z 46 recenzji wyniosła 80 punktów na 100.

Manohla Dargis z „The New York Timesa” stwierdziła, że „film obejmuje podróż w przestrzeń zarówno zewnętrzną, jak i wewnętrzną; podróż, która zabierze cię do bezkresu zwanego wszechświatem oraz w głąb równie rozległego krajobrazu samotnej świadomości. Dla tego przypadkowego rozbitka przestrzeń to miejsce, gdzie jest fizycznie pozostawiony sam sobie, ale także gdzie jego umysł zostaje uwolniony”. Recenzentka uznała też film za „efektowny i zarazem osobisty” od reżysera, którego „wielkim, stałym motywem jest skupianie się na tym, co to znaczy być człowiekiem”. Inżynier lotniczy i astronautyczny Robert Zubrin na łamach „The Guardiana” napisał: 
[Marsjanin] to pierwszy prawdziwy film o Marsie. Jest to pierwszy film, który stara się zachować realizm i który tak naprawdę opowiada o ludziach zmagających się z problemami związanymi z eksploracją Marsa, w przeciwieństwie do wielu różnych filmów, gdzie akcja toczy się na Marsie, będących w zasadzie albo filmami pełnymi strzelanin albo horrorami. Ten film nie angażuje się w fantazję: żadnych potworów, żadnych czarów, żadnych nazistów. Jest jednak szereg błędów technicznych.

### Nagrody i nominacje
- Złote Globy 2016[8]
  - Najlepszy film komediowy lub musical (wygrana)
  - Najlepszy reżyser – Ridley Scott (nominacja)
  - Najlepszy aktor w filmie komediowym lub musicalu – Matt Damon (wygrana)
- Oscary 2016[9]
  - Najlepszy film (nominacja)
  - Najlepszy aktor pierwszoplanowy (nominacja)
  - Najlepszy scenariusz adaptowany (nominacja)
  - Najlepsza scenografia (nominacja)
  - Najlepszy dźwięk (nominacja)
  - Najlepszy montaż dźwięku (nominacja)
  - Najlepsze efekty specjalne (nominacja)
- Nagrody Hugo 2016[10]
  - Najlepsza prezentacja dramatyczna, długa forma (wygrana)